# Fort och slott i Ghana
År 1979 sattes 9 fort och 2 slott i Ghana upp på Unescos världsarvslista.

## Fort

### Fort Vendenburg
Fortet uppfördes 1663 av ett brittiskt handelsföretag som en handelsstation. Det ligger i Komenda, Western region.

### Fort Amsterdam
Fortet uppfördes 1598 av Nederländska Ostindiska Kompaniet som en handelsstation. Det ligger i Kormantin, Central region. 1631 byggde holländarna ett vakthus på platsen. Fortet återuppbyggdes av ett brittiskt handelsföretag 1645.

### Fort Batenstein
Ursprungliga fortet uppfördes 1650-1652 av svenskarna. Nuvarande fortet byggdes 1656 av holländarna. Fortet ligger i Butri, Western region.

### Fort Goedehoop
Fortet uppfördes på 1600-talet och ligger i Senya Beraku, Central region.

### Fort Metal Cross
Uppfört 1693 och ligger i Dixcove, Western region. Fortet restaurerades 1954-1966.

### Fort Leysaemheyt
Fortet uppfördes 1696-1702 av Nederländska Ostindiska Kompaniet och ligger i Apam, Central region.

### Fort St. Jago
Fortet uppfördes 1555 och ligger i Elmina, Central region. Det restaurerades 1956-1960.

### Fort San Antonio
Ursprungliga fortet uppfördes 1502 av portugiserna. Det ligger i Axim, Western region. Fortet förstördes av lokalbefolkningen 1514. Ett nytt fort som än idag står kvar byggdes upp 1515.

### Fort San Sebastian
1526 uppförde holländarna ett vakthus. Portugiserna byggde det nuvarande fortet i slutet av 1500-talet. Fortet, som ligger i Shama, Western region, restaurerades 1954-1957.

## Slott

### Carolusborg/Cape Coast Castle
Slottet uppfördes av holländarna år 1630 som en vaktpost på en plats där portugiserna tidigare byggt ett liknande hus. Under 1700-talet utökades byggnaden rejält. Idag inrymmer slottet Cape Coast slottsmuseum.

### Elmina slott
1482 uppförde portugiserna fortet St. Jorge i Elmina, region Central. Det var det första europeiska fortet på guldkusten. Fortet utökades före år 1500.